# Cataxia victoriae
Cataxia victoriae là một loài nhện trong họ Idiopidae.
Loài này thuộc chi Cataxia. Cataxia victoriae được Barbara York Main miêu tả năm 1985.